# Jardín botánico de la universidad de Basilea
El Jardín Botánico de la universidad de Basilea ( en alemán: Botanischer Garten der Universität Basel) es un jardín botánico e invernaderos de 1 hectárea de extensión, que está administrado por la Universidad de Basilea en la ciudad de Basilea.
El código de identificación del Botanischer Garten der Universität Basel como  miembro del "Botanic Gardens Conservation Internacional" (BGCI), así como las siglas de su herbario es BAS.

## Localización
Botanischer Garten der Universität Basel Schönbeinstrasse 6,
Basilea, Cantón de Basilea-Ciudad CH-4056 Schweis-Suiza.
Planos y vistas satelitales.47°33′31″N 7°34′54″E / 47.55861, 7.58167
- Promedio anual de lluvias: 800 mm
- Altitud: 270.00 m s. n. m.
- Invernaderos: 1400 metros

Está abierto todo el año.

## Historia
El Jardín Botánico de la Universidad de Basilea fue creado en 1589 en el creado "Colegio Menor" de la Universidad de Rheinsprung. 
Es el más antiguo jardín botánico de Suiza y está ligado a su vez al aún más antiguo jardín privado, que pertenecía a los farmacéuticos o médicos de Basilea y les proveía de material de estudio y para la producción de medicamentos. 
Fue después de la Reforma de 1529 en la que derogaron los jardines de plantas medicinales monacales, y en Basilea se incorporaron herbarios y manuscritos de hierbas lo que evidencia de que había una larga tradición del estudio de la botánica en Basilea.

## Colecciones
Actualmente el jardín contiene más de 7.500 taxones de plantas agrupadas en los ambientes, incluyendo : 
- Zona al aire libre con diversas plantaciones (Xerofitas, arbustos, Alpinum, helechos, jardín mediterráneo, vitrinas, división sistemática por Cronquist)
- Cuatro invernaderos (casa Tropical, casa de las Victoria, casa de plantas suculentas, casa fría).

Entre las colecciones especiales : árboles, arbustos y plantas herbáceas perennes, rocalla, espacio sistemática, suculentas, invernadero tropical con pájaros y ranas, plantas insectívoras, mediterráneo y bulbos de Sudáfrica (Amaryllidaceae 200 sp, Iridaceae sp 250, Hyacinthaceae 180 sp), Tillandsia (160 sp), orquídeas (1700 sp tropical), xiloteca (900 piezas)

Detalles
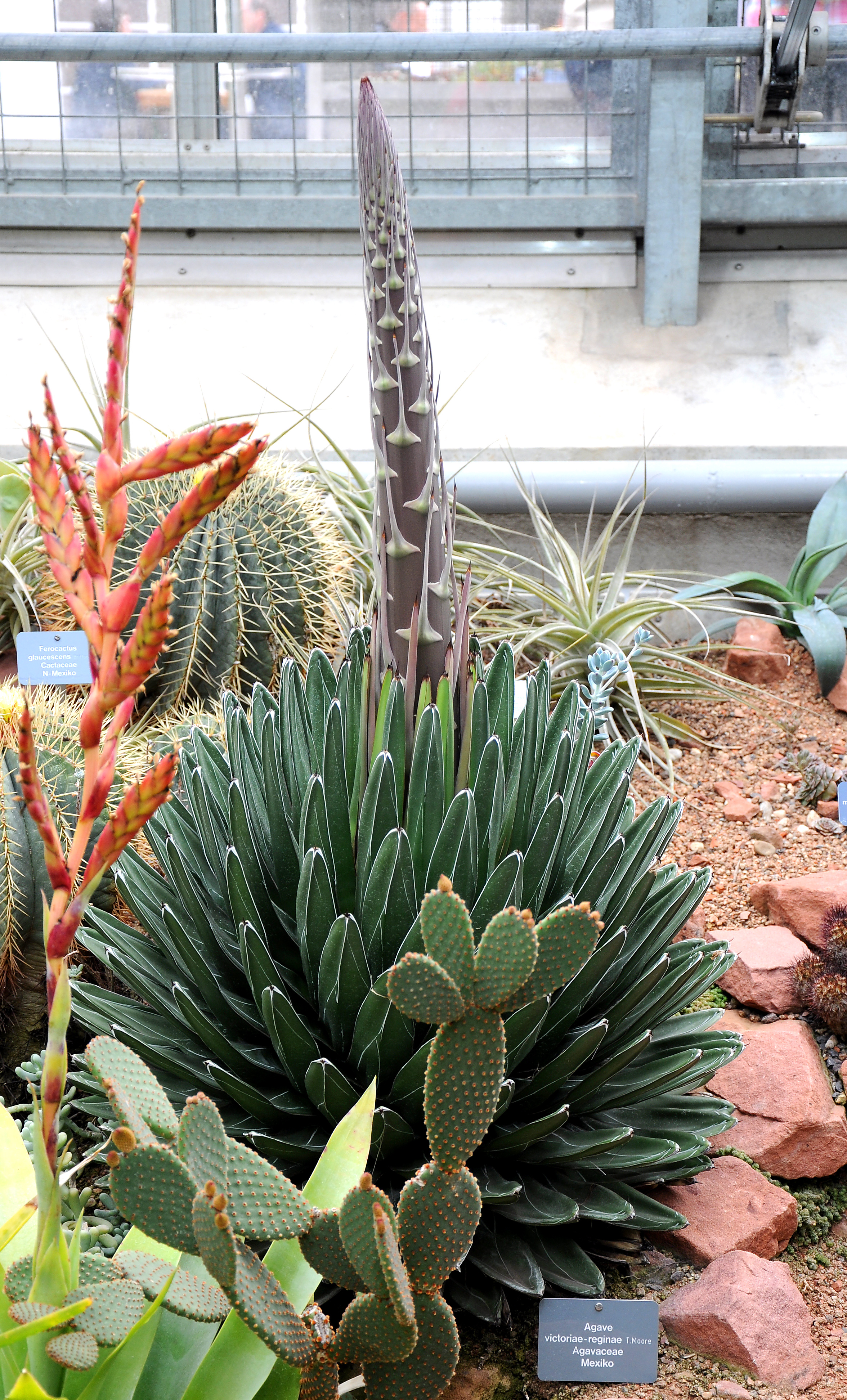
Agave victoriae-reginae
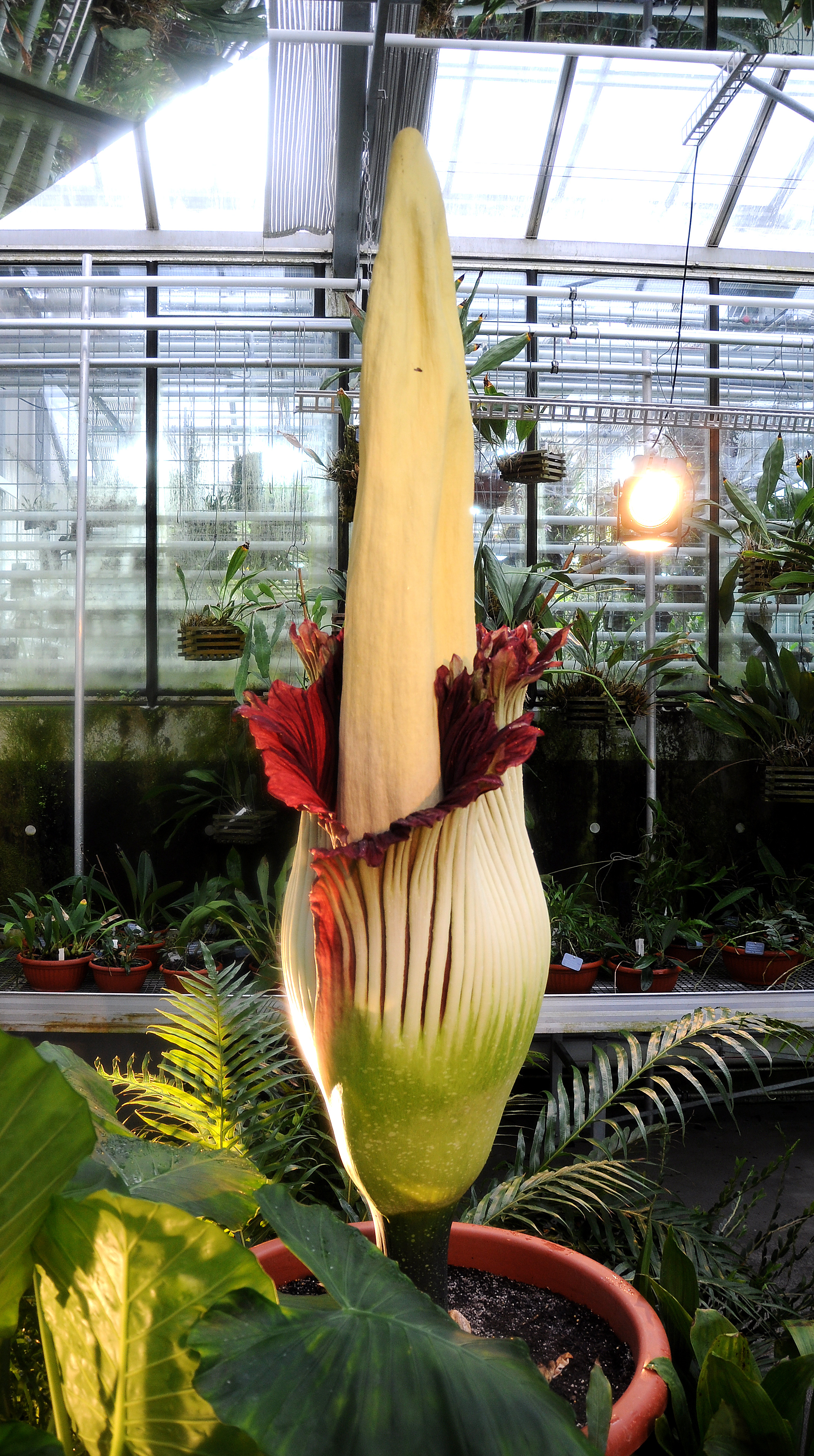
Amorphophallus titanum
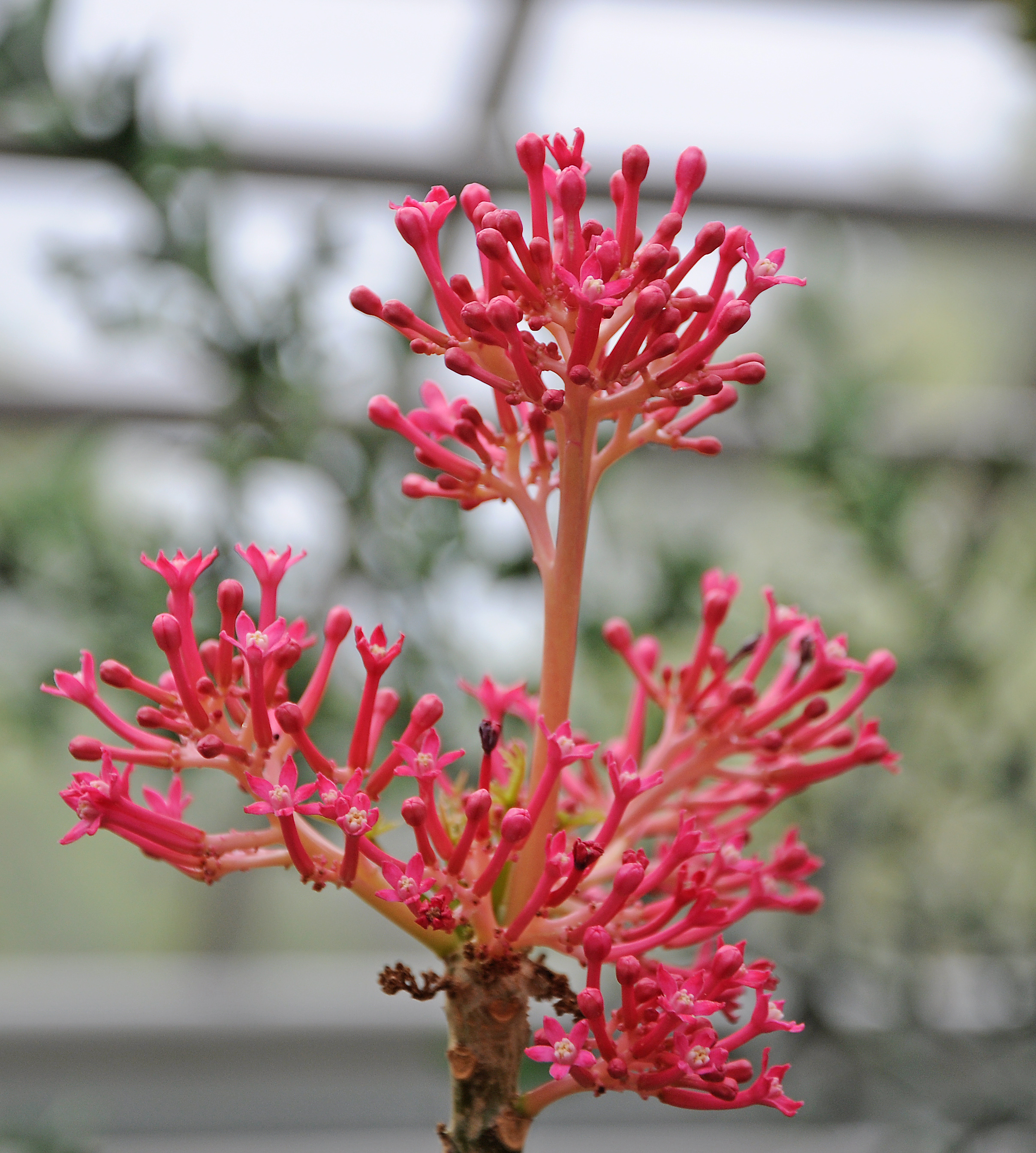
Carica parviflora
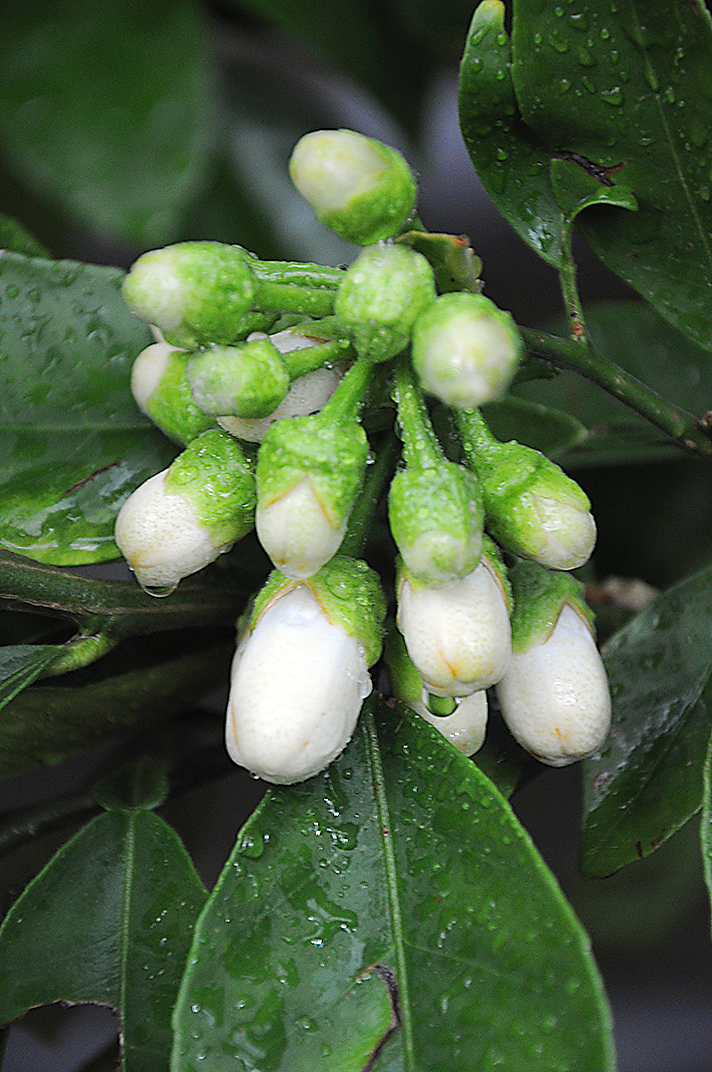
Citrus maxima
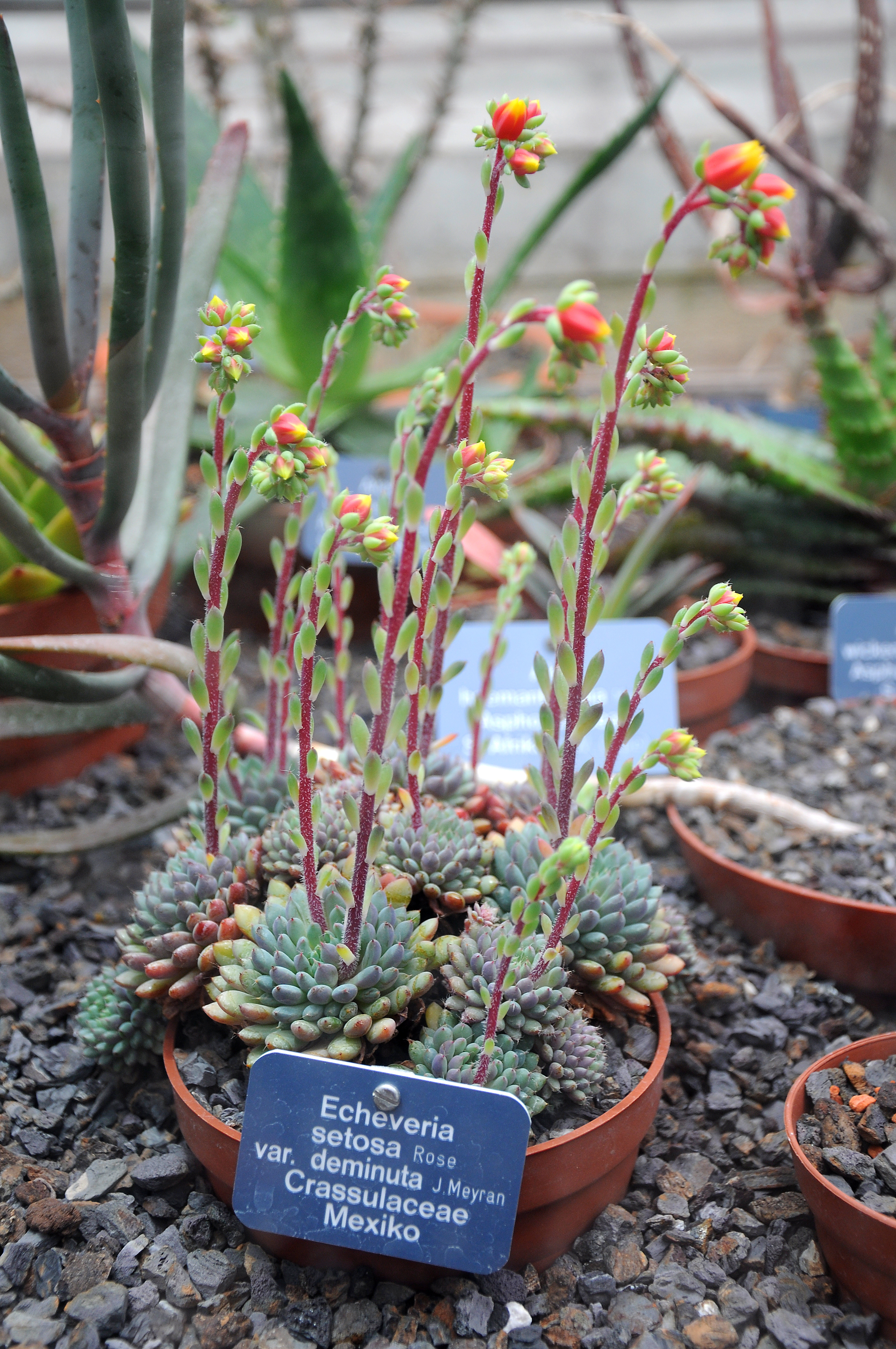
Echeveria setosa
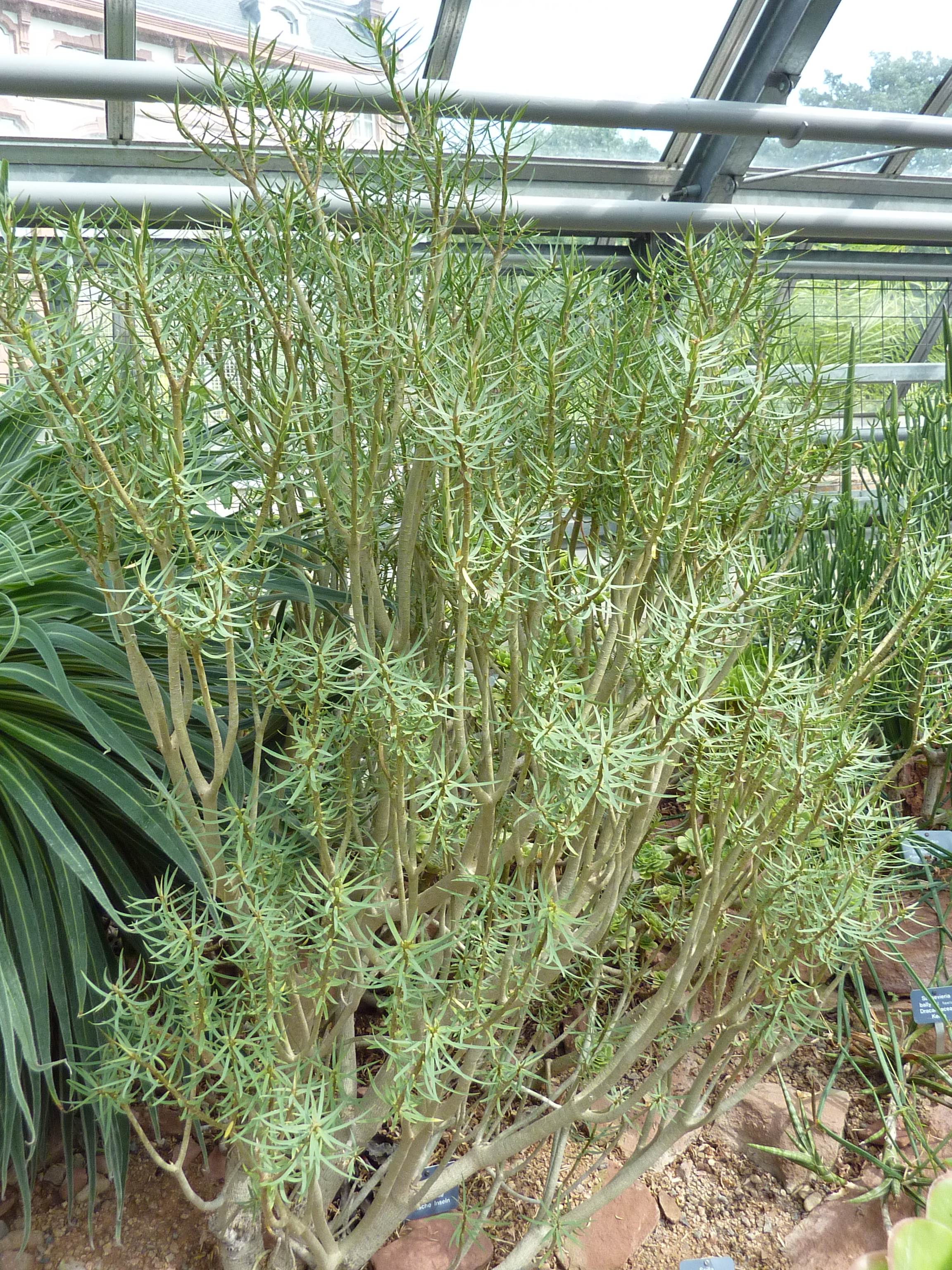
Euphorbia balsamifera
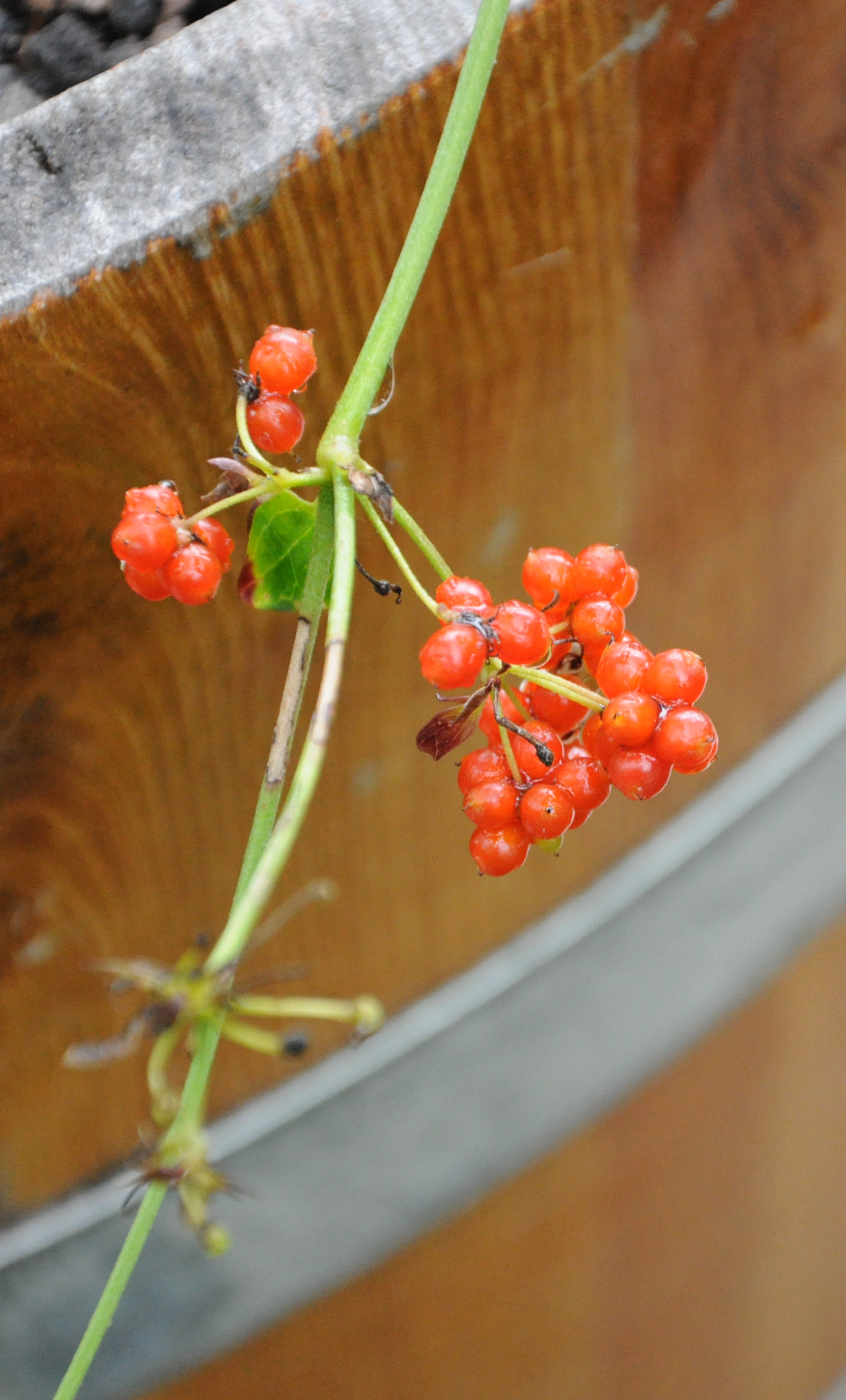
Knowltonia vesicatoria
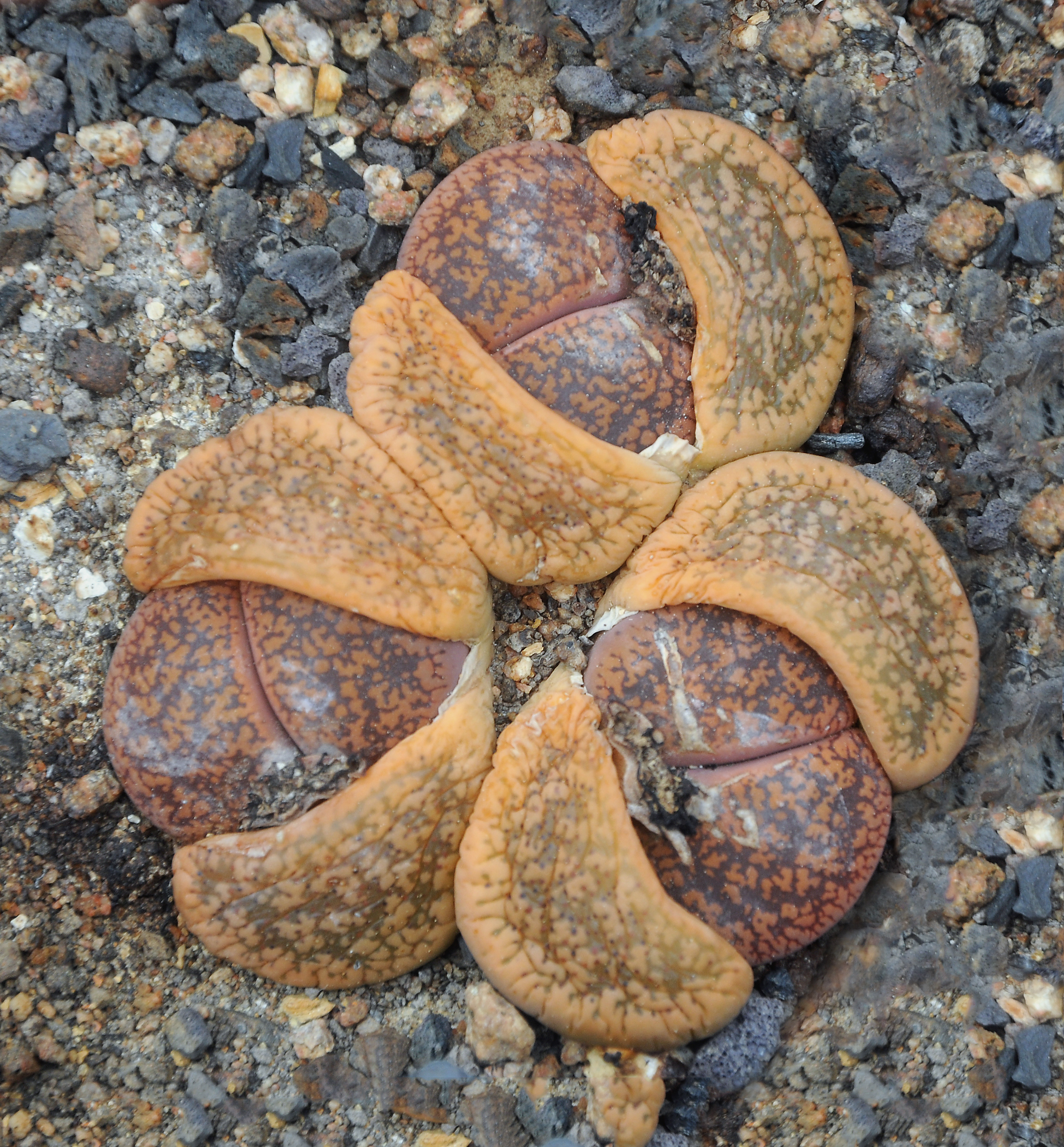
Lithops aucampiae